# 335 pr. n. št.
Stoletja: 5. stoletje pr. n. št. - 4. stoletje pr. n. št. - 3. stoletje pr. n. št.
Desetletja: 380. pr. n. št. 370. pr. n. št. 360. pr. n. št. 350. pr. n. št. 340. pr. n. št. - 330. pr. n. št. - 320. pr. n. št. 310. pr. n. št. 300. pr. n. št. 290. pr. n. št. 280. pr. n. št.
Leta: 340 pr. n. št. 339 pr. n. št. 338 pr. n. št. 337 pr. n. št. 336 pr. n. št.  - 335 pr. n. št. - 334 pr. n. št. 333 pr. n. št. 332 pr. n. št. 331 pr. n. št. 330 pr. n. št.

## Dogodki
- Aleksander Makedonski napade področje od spodnji Donavi
- Aleksander Makedonski napade Ilire
- Aleksander Makedonski zavzame in poruši Tebe

## Smrti
- - Ekfant, grški filozof (približni datum) (* okoli 400 pr. n. št.)
- - Hiket, grški filozof (približni datum) (* okoli 400 pr. n. št.)